# باب جوگستتر
باب جوگستتر (انگلیسی: Bob Jaugstetter؛ زادهٔ june ۱۵, ۱۹۴۸ (۷۶ سال)) ورزشکار روئینگ اهل ایالات متحده آمریکا است.
وی در مسابقات کشوری و بین‌المللی در مجموع برندهٔ ۱ مدال نقره شده‌است.